# 매켈리스 암호체계
암호학에서 매켈리스 암호체계는 로버트 매켈리스가 1978년에 제안한 비대칭 키 알고리즘이다. 그러나 실제로 사용하는 경우는 거의 없다.
이 알고리즘은 오류 정정 부호의 일종인 가파 부호를 사용한다. 큰 행렬을 개인 키와 공개 키로 사용해야 하는데, 이것이 이 암호 방식의 가장 큰 단점이다. 공개키는 거의 {\displaystyle 2^{19}} 비트 정도로 매우 길다.
매켈리스 암호체계는 키의 크기가 지나치게 크다는 점 이외에도 여러 단점이 있다. 암호문은 평문의 2배로 불어나기 때문에, 효율적이지 못하다. 매켈리스 암호체계를 깨뜨리려는 시도는 오랫동안 있었지만, 아직 성공적인 공격방법은 발견되지 않았다. 그러나, 매켈리스 암호체계는 이미 안전하지 않다고 알려진 배낭 문제와 유사한 문제에 기반하고 있기 때문에 안전성에 대한 우려가 있다.

## 알고리즘
매켈리스 암호체계는 다음 세가지 알고리즘으로 구성된다.
1. 키 생성 알고리즘
2. 암호화 알고리즘
3. 복호화 알고리즘

키 생성 알고리즘과 암호화 알고리즘은 확률론적 알고리즘인 반면, 복호화 알고리즘은 결정론적 알고리즘이다.
매켈리스 암호체계에서는 공통적으로 {\displaystyle n,t,k\ }라는 세개의 보안 매개변수를 공통적으로 사용해야 한다. 보통 {\displaystyle n=1024,t=38,k=644\ }정도를 안전한 값이라고 권장한다.